# آشیکاگا ایه‌توکی
آشیکاگا ایه‌توکی (به ژاپنی: 足利 家時 あしかが いえとき); ۱ ژانویهٔ ۱۲۷۳ – ۷ اکتبر ۱۳۳۱، در دوره کاماکورا از نسل آشیکاگا یوشیکانه و ششمین رهبر خاندان آشیکاگا پسر ارشد آشیکاگا یوریئوجی پدر آشیکاگا سادائوجی و پدربزرگ نخستین شوگون از شوگون‌سالاری آشیکاگا، آشیکاگا تاکائوجی و دور برادر کوچکترش آشیکاگا تادایوشی و آشیکاگا تاکایوشی ja:足利高義 اهل ژاپن بود.
پدرش آشیکاگا یوریئوجی و مادرش دختر اوئه‌سوگی شیگفوسا بود. تصور می‌شود که او زن غیراصلی آشیکاگا یوریئوجی بوده است و پس ازآشیکاگا یوشیکانه رعیت ارشد میناموتو نو یوریتومو، اولین رئیس خاندان آشیکاگا شد که دختری از خاندان هوجو به عنوان مادر نداشت (تا به حال هیچ اطلاعاتی در دست نیست. دربارهٔ همسر قانونی پدرش آشیکاگا یوریئوجی اگرچه ناشناخته بود، اما شجره نامه‌ای کشف شده است که نشان می‌دهد او دختر هوجو توکیموری، یکی از اعضای خاندان هوجو بود.
رؤسای خاندان آشیکاگا زنانی از خاندان هوجو را به عنوان همسران قانونی خود داشتند و هر فرزندی که بین آنها متولد می‌شد، تنها فرزندان مشروع شمرده می‌شدند و هر چقدر هم که فرزندان (برادران بزرگتر) داشتند، با همه آنها به عنوان فرزندان نامشروع رفتار می‌شد قانونی که آنها نمی‌توانستند خاندان را به ارث ببرند.